# Calathea modesta
Calathea modesta är en strimbladsväxtart som beskrevs av Adolphe-Théodore Brongniart och Jean Antoine Arthur Gris. Calathea modesta ingår i släktet Calathea och familjen strimbladsväxter. Inga underarter finns listade.